# 柳叶菜状凤仙花
柳叶菜状凤仙花（学名：Impatiens epilobioides）为凤仙花科凤仙花属的植物，是中国的特有植物。分布于中国大陆的四川等地，生长于海拔1,000米至2,500米的地区，一般生于河边，目前尚未由人工引种栽培。